# Капур, Упкар Сингх
Упкар Сингх Капур (англ. Upkar Singh Kapoor, 12 сентября 1937, Мбале, Уганда) — угандийский хоккеист (хоккей на траве), нападающий.

## Биография
Упкар Сингх Капур родился 12 сентября 1937 года в угандийском городе Мбале.
Учился в старшей средней школе Джениос в Мбале.
Играл в хоккей на траве за «Симба Юнион» из Кампалы.
7 августа 1960 года дебютировал в сборной Уганды по хоккею на траве в матче с Пакистаном в Кампале.
В 1972 году вошёл в состав сборной Уганды по хоккею на траве на Олимпийских играх в Мюнхене, занявшей 15-е место. Играл на позиции нападающего, провёл 8 матчей, мячей не забивал.
После Олимпиады за сборную не играл.
Своими кумирами в хоккее на траве называл индийских игроков Балбира Сингха и Рандхира Сингха Джентла.

## Семья
Младший брат Упкара Сингха Капура Джагдиш Сингх Капур (род. 1947) также выступал за сборную Уганды по хоккею на траве, в 1972 году участвовал в летних Олимпийских играх в Мюнхене.